# Marlene Bundgaard
Marlene Bundgaard Selmer (født Hansen,  12. oktober 1975 i Hillerød) er en dansk autodidakt kunstmaler. 
Hun arbejder hovedsageligt med olie på lærred, mixed media og akvareller i abstrakte former. Hendes stil er eksperimenterende og impulsiv – ofte med nye teknikker farvekombinationer og materialer for hvert maleri.